# قرار مجلس الأمن التابع للأمم المتحدة رقم 589
قرار مجلس الأمن التابع للأمم المتحدة رقم 589، الذي تم تبنيه بالإجماع في جلسة مغلقة في 10 أكتوبر 1986، بعد النظر في مسألة التوصية بتعيين الأمين العام للأمم المتحدة، أوصى المجلس الجمعية العامة بتعيين السيد خافيير بيريز دي كوييار لولاية ثانية مدتها خمس سنوات من 1 يناير 1987 إلى 31 ديسمبر 1991.
اتخذ القرار بالإجماع من قبل المجلس.